# Праидис, Георгиос
Георгиос Праидис (греч.  Γεώργιος Πραΐδης ; Муданья  Османская империя 1791 — Афины 1873) — греческий политик XIX века.

## Биография
Праидис родился в 1791 году в вифинийском городе Муданья.
Отец его был македонянином, мать была коренной малоазийской гречанкой.
Праидис был посвящён в тайную греческую революционную организацию Филики Этерия, поставившую своей целью освободить греческие земли от османского ига.
С началом Греческой революции в 1821 году прибыл в июле 1821 года в город Месолонгион вместе с политиком Александром Маврокордатосом и оставался в его окружении на протяжении всей Освободительной войны.
Историк Д. Фотиадис хактеризует его верным Маврокордатосу человеком.
В ноябре 1821 года стал членом созданного Маврокордатосом Сената западной Средней Греции и был избран заместителем председателя этого Сената.
С сентября 1823 года был послан Маврокордатосом на остров Кефалиния, в окружение Байрона и, лоббируя своего патрона, сумел убедить поэта, что Маврокордатос есть самая выдающаяся личность Революции, следствием чего стал приезд Байрона в Месолонгион:В-363.
Принял участие во Втором национальном собрании в Аструс и руководил кабинетом временного первого правительства возрождённой Греции.
После войны принадлежал к, так называемой, «английской партии»:362.
:375.
В правительстве Спиридона Трикуписа (1833) был секретарём (министром) юстиции:314.
В правительствах Иоанна Колеттиса (с августа 1834) и Йозефа Армансперга (1835) вновь стал министром юстиции:315.
Был также членом Государственного совета короля Оттона:376.
Единственный сын Праидиса, офицер и революционер антимонархист Александрос Праидис (1836—1866), во время Критского восстания 1866 года, отправился добровольцем на восставший остров и погиб в сражении с турками при Вафе 12 октября 1866 года.
Георгиос Праидис умер в Афинах в 1873 году.